# دشت رز (باتاوة)
دشت رز (بالفارسية: دشت رز) هي قرية تقع في إيران في قسم باتاوة الريفي. يقدر عدد سكانها بـ 560 نسمة .